# Copa del Rey de fútbol 1993-94
La Copa del Rey de Fútbol 1993-94 es la edición número 90 de dicha competición española. Se disputó con la participación de equipos de las divisiones Primera, Segunda, Segunda B y Tercera, excepto los equipos filiales de otros clubes aunque jueguen en dichas categorías.
El campeón fue el Real Zaragoza al ganar al Real Club Celta de Vigo en la tanda de penaltis, tras terminar el partido 0-0.

## Primera ronda

### Cuadro
| Equipo 1                      | Agr.  | Equipo 2                        | Ida | Vuelta |
| ----------------------------- | ----- | ------------------------------- | --- | ------ |
| Órdenes C. F.                 | 0-1   | Racing C. de Ferrol             | 0-1 | 0-0    |
| Viveiro C. F.                 | 1-2   | C. D. Lugo                      | 1-1 | 0-1    |
| C. Juventud Cambados          | 0-5   | Arosa S. C.                     | 0-1 | 0-4    |
| Sestao S. C.                  | 3-1   | Club Bermeo                     | 1-1 | 2-0    |
| C. D. Tudelano                | 1-3   | C. D. Izarra                    | 0-2 | 1-1    |
| S. D. Lemona                  | 2-2   | C. D. Basconia                  | 2-0 | 0-2    |
| C. D. Carballiño              | 1-7   | C. D. Orense                    | 0-3 | 1-4    |
| C. D. Elgoibar                | [ 1 ] | S. D. Beasáin                   |     |        |
| C. D. Tropezón                | 0-7   | R. S. Gimnástica de Torrelavega | 0-5 | 0-2    |
| C. P. Ejido                   | 4-2   | C. D. Estepona                  | 1-1 | 3-1    |
| C. Atlético Cortegana         | 2-4   | Córdoba C. F.                   | 2-0 | 0-4    |
| S. D. Hullera Vasco-Leonesa   | 0-6   | U. D. Salamanca                 | 0-1 | 0-5    |
| R. C. D. Ribert               | 1-6   | Real Ávila C. F.                | 0-2 | 1-4    |
| Llíria C. F.                  | 0-2   | Levante U. D.                   | 0-1 | 0-1    |
| Deportivo Alavés              | 3-2   | Baracaldo C. F.                 | 3-0 | 0-2    |
| C. D. Júpiter                 | 2-6   | A. D. C. Manlleu                | 0-1 | 2-5    |
| Girona F. C.                  | 1-3   | F. C. Andorra                   | 1-1 | 0-2    |
| C. E. Sabadell F. C.          | 1-2   | U. E. Figueres                  | 1-1 | 0-1    |
| C. D. Premiá                  | 4-1   | C. Gimnàstic de Tarragona       | 1-0 | 3-1    |
| Villalonga F. C.              | 3-4   | Pontevedra C. F.                | 1-2 | 2-2    |
| C. D. Lealtad de Villaviciosa | 3-2   | Santiago de Aller C. F.         | 1-0 | 2-2    |
| Marina de Cudeyo C. F.        | 0-1   | C. D. Comillas                  | 0-0 | 0-1    |
| C. Hispano de Castrillón      | 2-3   | Real Avilés Industrial          | 1-0 | 1-3    |
| Caudal Deportivo              | 3-4   | U. P. Langreo                   | 2-1 | 1-3    |
| C. D. Roldán                  | 3-2   | C. D. Beniel                    | 1-0 | 2-2    |
| U. D. A. Gramanet             | 4-2   | U. E. Sant Andreu               | 1-1 | 3-1    |
| Aranjuez C. F.                | 1-6   | Getafe C. F.                    | 0-2 | 1-4    |
| Pinoso C. F.                  | 2-2   | Benidorm C. D.                  | 1-2 | 1-0    |
| Crevillente Deportivo         | 10-2  | U. D. Horadada                  | 6-0 | 4-2    |
| C. D. San Fernando            | 4-5   | Écija Balompié                  | 1-3 | 3-2    |
| C. Atlético Malagueño         | 2-4   | Almería C. F.                   | 2-0 | 0-4    |
| C. P. Cacereño                | 3-3   | C. F. Extremadura               | 0-1 | 3-2    |
| Caravaca C. F.                | 2-1   | C. D. Cieza                     | 2-0 | 0-1    |
| Lorca Promesas C. F.          | 1-6   | Yeclano C. F.                   | 0-4 | 1-2    |
| Guadix C. F.                  | 2-4   | C. D. Mármol Macael             | 2-0 | 0-4    |
| Calpe C. F.                   | 1-9   | C. D. Alcoyano                  | 1-1 | 0-8    |
| Zamora C. F.                  | 2-2   | S. D. Ponferradina              | 2-0 | 0-2    |
| S. D. Ibiza                   | 0-5   | S. C. R. Peña Deportiva         | 0-2 | 0-3    |
| Manzanares C. F.              | [ 2 ] | C. F. Valdepeñas                |     |        |
| C. F. Gimnástico Alcázar      | 0-6   | Atlético Tomelloso              | 0-3 | 0-3    |
| R. B. Linense                 | 1-3   | C. D. San Roque                 | 1-2 | 0-1    |
| U. D. Los Palacios            | 3-5   | C. D. Mairena                   | 0-3 | 3-2    |
| Real Jaén C. F.               | 1-2   | Granada C. F.                   | 0-1 | 1-1    |
| Atlético Sanluqueño C. F.     | 3-8   | Xerez C. D.                     | 2-4 | 1-4    |
| A. D. Mar Menor               | 2-1   | Cartagena F. C.                 | 0-1 | 2-0    |
| C. D. Endesa Andorra          | 6-5   | C. D. Numancia                  | 5-5 | 1-0    |
| U. D. Telde                   | 3-9   | C. D. Corralejo                 | 1-3 | 2-6    |
| Orihuela Deportiva C. F.      | 1-3   | Elche C. F.                     | 1-0 | 0-3    |
| U. D. Orotava                 | 4-6   | U. D. Realejos                  | 3-4 | 1-2    |
| Estrella C. F.                | 0-4   | U. D. Las Palmas                | 0-1 | 0-3    |
| C. P. Almería                 | 2-5   | U. D. Melilla                   | 1-3 | 1-2    |

1. ↑  El C. D. Elgoibar se retiró antes de comenzar la competición
2. ↑  El Manzanares C. F. se clasifica a la siguiente ronda por sanción federativa del C. D. Valdepeñas

### Partidos
| Ida; 15 de agosto de 1993 | Órdenes C. F. | 0-1 | Racing C. de Ferrol |  |  |

| Vuelta; 22 de agosto de 1993 | Racing C. de Ferrol | 0-0 (Global 1-0) | Órdenes C. F. |  |  |

| Ida; 15 de agosto de 1993 | Viveiro C. F. | 1-1 | C. D. Lugo |  |  |

| Vuelta; 18 de agosto de 1993 | C. D. Lugo | 1-0 (Global 2-1) | Viveiro C. F. |  |  |

| Ida; 15 de agosto de 1993 | C. Juventud Cambados | 0-1 | Arosa S. C. |  |  |

| Vuelta; 22 de agosto de 1993 | Arosa S. C. | 4-0 (Global 5-0) | C. Juventud Cambados |  |  |

| Ida; 18 de agosto de 1993 | Sestao S. C. | 1-1 | Club Bermeo |  |  |

| Vuelta; 22 de agosto de 1993 | Club Bermeo | 0-2 (Global 1-3) | Sestao S. C. |  |  |

| Ida; 18 de agosto de 1993 | C. D. Tudelano | 0-2 | C. D. Izarra |  |  |

| Vuelta; 22 de agosto de 1993 | C. D. Izarra | 1-1 (Global 3-1) | C. D. Tudelano |  |  |

| Ida; 18 de agosto de 1993 | S. D. Lemona | 2-0 | C. D. Basconia |  |  |

| Vuelta; 22 de agosto de 1993 | C. D. Basconia | 2-0 (Global 2-2) | S. D. Lemona |  |  |

| Ida; 18 de agosto de 1993 | C. D. Carballiño | 0-3 | C. D. Orense |  |  |

| Vuelta; 22 de agosto de 1993 | C. D. Orense | 4-1 (Global 7-1) | C. D. Carballiño |  |  |

| Ida; 18 de agosto de 1993 | C. D. Tropezón | 0-5 | R. S. Gimnástica de Torrelavega |  |  |

| Vuelta; 22 de agosto de 1993 | R. S. Gimnástica de Torrelavega | 2-0 (Global 7-0) | C. D. Tropezón |  |  |

| Ida; 18 de agosto de 1993 | C. P. Ejido | 1-1 | C. D. Estepona |  |  |

| Vuelta; 22 de agosto de 1993 | C. D. Estepona | 1-3 (Global 2-4) | C. P. Ejido |  |  |

| Ida; 18 de agosto de 1993 | C. Atlético Cortegana | 2-0 | Córdoba C. F. |  |  |

| Vuelta; 22 de agosto de 1993 | Córdoba C. F. | 4-0 (Global 4-2) | C. Atlético Cortegana |  |  |

| Ida; 18 de agosto de 1993 | S. D. Hullera Vasco-Leonesa | 0-1 | U. D. Salamanca |  |  |

| Vuelta; 22 de agosto de 1993 | U. D. Salamanca | 5-0 (Global 6-0) | S. D. Hullera Vasco-Leonesa |  |  |

| Ida; 18 de agosto de 1993 | R. C. D. Ribert | 0-2 | Real Ávila C. F. |  |  |

| Vuelta; 22 de agosto de 1993 | Real Ávila C. F. | 4-1 (Global 6-1) | R. C. D. Ribert |  |  |

| Ida; 18 de agosto de 1993 | Llíria C. F. | 0-1 | Levante U. D. |  |  |

| Vuelta; 22 de agosto de 1993 | Levante U. D. | 1-0 (Global 2-0) | Llíria C. F. |  |  |

| Ida; 18 de agosto de 1993 | Deportivo Alavés | 3-0 | Baracaldo C. F. |  |  |

| Vuelta; 22 de agosto de 1993 | Baracaldo C. F. | 2-0 (Global 2-3) | Deportivo Alavés |  |  |

| Ida; 18 de agosto de 1993 | C. D. Júpiter | 0-1 | A. D. C. Manlleu |  |  |

| Vuelta; 22 de agosto de 1993 | A. D. C. Manlleu | 5-2 (Global 6-2) | C. D. Júpiter |  |  |

| Ida; 18 de agosto de 1993 | Girona F. C. | 1-1 | F. C. Andorra |  |  |

| Vuelta; 22 de agosto de 1993 | F. C. Andorra | 2-0 (Global 3-1) | Girona F. C. |  |  |

| Ida; 18 de agosto de 1993 | C. E. Sabadell F. C. | 1-1 | U. E. Figueres |  |  |

| Vuelta; 22 de agosto de 1993 | U. E. Figueres | 1-0 (Global 2-1) | C. E. Sabadell F. C. |  |  |

| Ida; 18 de agosto de 1993 | C. D. Premiá | 1-0 | C. Gimnàstic de Tarragona |  |  |

| Vuelta; 22 de agosto de 1993 | C. Gimnàstic de Tarragona | 1-3 (Global 1-4) | C. D. Premiá |  |  |

| Ida; 18 de agosto de 1993 | Villalonga F. C. | 1-2 | Pontevedra C. F. |  |  |

| Vuelta; 22 de agosto de 1993 | Pontevedra C. F. | 2-2 (Global 4-3) | Villalonga F. C. |  |  |

| Ida; 18 de agosto de 1993 | C. D. Lealtad de Villaviciosa | 1-0 | Santiago de Aller C. F. |  |  |

| Vuelta; 22 de agosto de 1993 | Santiago de Aller C. F. | 2-2 (Global 2-3) | C. D. Lealtad de Villaviciosa |  |  |

| Ida; 18 de agosto de 1993 | Marina de Cudeyo C. F. | 0-0 | C. D. Comillas |  |  |

| Vuelta; 22 de agosto de 1993 | C. D. Comillas | 1-0 (Global 1-0) | Marina de Cudeyo C. F. |  |  |

| Ida; 18 de agosto de 1993 | C. Hispano de Castrillón | 1-0 | Real Avilés Industrial |  |  |

| Vuelta; 22 de agosto de 1993 | Real Avilés Industrial | 3-1 (Global 3-2) | C. Hispano de Castrillón |  |  |

| Ida; 18 de agosto de 1993 | Caudal Deportivo | 2-1 | U. P. Langreo |  |  |

| Vuelta; 22 de agosto de 1993 | U. P. Langreo | 3-1 (Global 4-3) | Caudal Deportivo |  |  |

| Ida; 18 de agosto de 1993 | C. D. Roldán | 1-0 | C. D. Beniel |  |  |

| Vuelta; 22 de agosto de 1993 | C. D. Beniel | 2-2 (Global 2-3) | C. D. Roldán |  |  |

| Ida; 18 de agosto de 1993 | U. D. A. Gramanet | 1-1 | U. E. Sant Andreu |  |  |

| Vuelta; 22 de agosto de 1993 | U. E. Sant Andreu | 1-3 (Global 2-4) | U. D. A. Gramanet |  |  |

| Ida; 18 de agosto de 1993 | Aranjuez C. F. | 0-2 | Getafe C. F. |  |  |

| Vuelta; 22 de agosto de 1993 | Getafe C. F. | 4-1 (Global 6-1) | Aranjuez C. F. |  |  |

| Ida; 18 de agosto de 1993 | Pinoso C. F. | 1-2 | Benidorm C. D. |  |  |

| Vuelta; 22 de agosto de 1993 | Benidorm C. D. | 0-1 (Global 2-2) | Pinoso C. F. |  |  |

| Ida; 18 de agosto de 1993 | Crevillente Deportivo | 6-0 | U. D. Horadada |  |  |

| Vuelta; 22 de agosto de 1993 | U. D. Horadada | 2-4 (Global 2-10) | Crevillente Deportivo |  |  |

| Ida; 18 de agosto de 1993 | C. D. San Fernando | 1-3 | Écija Balompié |  |  |

| Vuelta; 22 de agosto de 1993 | Écija Balompié | 2-3 (Global 5-4) | C. D. San Fernando |  |  |

| Ida; 18 de agosto de 1993 | C. Atlético Malagueño | 2-0 | Almería C. F. |  |  |

| Vuelta; 22 de agosto de 1993 | Almería C. F. | 4-0 (Global 4-2) | C. Atlético Malagueño |  |  |

| Ida; 18 de agosto de 1993 | C. P. Cacereño | 0-1 | C. F. Extremadura |  |  |

| Vuelta; 22 de agosto de 1993 | C. F. Extremadura | 2-3 (Global 3-3) | C. P. Cacereño |  |  |

| Ida; 18 de agosto de 1993 | Caravaca C. F. | 2-0 | C. D. Cieza |  |  |

| Vuelta; 22 de agosto de 1993 | C. D. Cieza | 1-0 (Global 1-2) | Caravaca C. F. |  |  |

| Ida; 18 de agosto de 1993 | Lorca Promesas C. F. | 0-4 | Yeclano C. F. |  |  |

| Vuelta; 22 de agosto de 1993 | Yeclano C. F. | 2-1 (Global 6-1) | Lorca Promesas C. F. |  |  |

| Ida; 18 de agosto de 1993 | Guadix C. F. | 2-0 | C. D. Mármol Macael |  |  |

| Vuelta; 22 de agosto de 1993 | C. D. Mármol Macael | 4-0 (Global 4-2) | Guadix C. F. |  |  |

| Ida; 18 de agosto de 1993 | Calpe C. F. | 1-1 | C. D. Alcoyano |  |  |

| Vuelta; 22 de agosto de 1993 | C. D. Alcoyano | 8-0 (Global 9-1) | Calpe C. F. |  |  |

| Ida; 18 de agosto de 1993 | Zamora C. F. | 2-0 | S. D. Ponferradina |  |  |

| Vuelta; 22 de agosto de 1993 | S. D. Ponferradina | 2-0 (Global 2-2) | Zamora C. F. |  |  |

| Ida; 18 de agosto de 1993 | S. D. Ibiza | 0-2 | S. C. R. Peña Deportiva |  |  |

| Vuelta; 22 de agosto de 1993 | S. C. R. Peña Deportiva | 3-0 (Global 5-0) | S. D. Ibiza |  |  |

| Ida; 18 de agosto de 1993 | C. F. Gimnástico Alcázar | 0-3 | Atlético Tomelloso |  |  |

| Vuelta; 22 de agosto de 1993 | Atlético Tomelloso | 3-0 (Global 6-0) | C. F. Gimnástico Alcázar |  |  |

| Ida; 18 de agosto de 1993 | R. B. Linense | 1-2 | C. D. San Roque |  |  |

| Vuelta; 22 de agosto de 1993 | C. D. San Roque | 1-0 (Global 3-1) | R. B. Linense |  |  |

| Ida; 18 de agosto de 1993 | U. D. Los Palacios | 0-3 | C. D. Mairena |  |  |

| Vuelta; 22 de agosto de 1993 | C. D. Mairena | 2-3 (Global 5-3) | U. D. Los Palacios |  |  |

| Ida; 18 de agosto de 1993 | Real Jaén C. F. | 0-1 | Granada C. F. |  |  |

| Vuelta; 22 de agosto de 1993 | Granada C. F. | 1-1 (Global 2-1) | Real Jaén C. F. |  |  |

| Ida; 18 de agosto de 1993 | Atlético Sanluqueño C. F. | 2-4 | Xerez C. D. |  |  |

| Vuelta; 22 de agosto de 1993 | Xerez C. D. | 4-1 (Global 8-3) | Atlético Sanluqueño C. F. |  |  |

| Ida; 18 de agosto de 1993 | A. D. Mar Menor | 0-1 | Cartagena F. C. |  |  |

| Vuelta; 22 de agosto de 1993 | Cartagena F. C. | 0-2 (Global 1-2) | A. D. Mar Menor |  |  |

| Ida; 18 de agosto de 1993 | C. D. Endesa Andorra | 5-5 | C. D. Numancia |  |  |

| Vuelta; 22 de agosto de 1993 | C. D. Numancia | 0-1 (Global 5-6) | C. D. Endesa Andorra |  |  |

| Ida; 18 de agosto de 1993 | U. D. Telde | 1-3 | C. D. Corralejo |  |  |

| Vuelta; 22 de agosto de 1993 | C. D. Corralejo | 6-2 (Global 9-3) | U. D. Telde |  |  |

| Ida; 19 de agosto de 1993 | Orihuela Deportiva C. F. | 1-0 | Elche C. F. |  |  |

| Vuelta; 22 de agosto de 1993 | Elche C. F. | 3-0 (Global 3-1) | Orihuela Deportiva C. F. |  |  |

| Ida; 21 de agosto de 1993 | U. D. Orotava | 3-4 | U. D. Realejos |  |  |

| Vuelta; 23 de agosto de 1993 | U. D. Realejos | 2-1 (Global 6-4) | U. D. Orotava |  |  |

| Ida; 20 de agosto de 1993 | Estrella C. F. | 0-1 | U. D. Las Palmas |  |  |

| Vuelta; 22 de agosto de 1993 | U. D. Las Palmas | 3-0 (Global 4-0) | Estrella C. F. |  |  |

| Ida; 19 de agosto de 1993 | C. P. Almería | 1-3 | U. D. Melilla |  |  |

| Vuelta; 23 de agosto de 1993 | U. D. Melilla | 2-1 (Global 5-2) | C. P. Almería |  |  |

## Segunda ronda

### Cuadro
| Equipo 1                      | Agr.       | Equipo 2                   | Ida | Vuelta |
| ----------------------------- | ---------- | -------------------------- | --- | ------ |
| C. D. Endesa As Pontes        | 0-4        | Racing C. de Ferrol        | 0-4 | 0-0    |
| Arosa S. C.                   | 5-1        | Pontevedra C. F.           | 4-1 | 1-0    |
| C. D. Lugo                    | 5-2        | C. D. Orense               | 2-1 | 3-1    |
| C. D. Lealtad de Villaviciosa | 2-3        | Real Avilés Industrial     | 2-1 | 0-2    |
| U. M. Escobedo                | 5-3        | C. D. Comillas             | 4-1 | 1-2    |
| S. D. Beasáin                 | 0-1        | S. D. Lemona               | 0-0 | 0-1    |
| Cultural D. Leonesa           | 3-1        | C. F. Palencia             | 1-0 | 2-1    |
| Deportivo Alavés              | 1-0        | Sestao S. C.               | 1-0 | 0-0    |
| F. C. Andorra                 | 3-5        | U. E. Figueres             | 2-1 | 1-4    |
| C. D. San Roque               | 3-3 (pen.) | R. C. Recreativo de Huelva | 1-2 | 2-1    |
| C. D. Mairena                 | 1-3        | Écija Balompié             | 1-2 | 0-1    |
| Córdoba C. F.                 | 2-0        | Xerez C. D.                | 0-0 | 2-0    |
| C. D. Premiá                  | 1-3        | U. D. A. Gramanet          | 1-2 | 0-1    |
| Benidorm C. D.                | 1-3        | Levante U. D.              | 1-2 | 0-1    |
| C. D. Roldán                  | 0-7        | Yeclano C. F.              | 0-4 | 0-3    |
| A. D. Mar Menor               | 2-3        | Caravaca C. F.             | 2-1 | 0-2    |
| C. Atlético Bembibre          | 1-2        | S. D. Ponferradina         | 1-2 | 0-0    |
| Manzanares C. F.              | 1-3        | Talavera C. F.             | 1-1 | 0-2    |
| Real Ávila C. F.              | 0-5        | U. D. Salamanca            | 0-1 | 0-4    |
| Club Siero                    | 5-7        | U. P. Langreo              | 4-2 | 1-5    |
| U. D. Melilla                 | 5-6        | C. D. Mármol Macael        | 1-3 | 4-3    |
| C. D. Júpiter                 | 3-4        | U. E. Rubí                 | 2-0 | 1-4    |
| Crevillente Deportivo         | 0-2        | C. D. Alcoyano             | 0-1 | 0-1    |
| C. D. Roquetas                | 0-5        | C. P. Ejido                | 0-2 | 0-3    |
| Granada C. F.                 | 0-1        | Almería C. F.              | 0-1 | 0-0    |
| C. D. Maspalomas              | 2-10       | U. D. Las Palmas           | 0-7 | 2-3    |
| U. D. Realejos                | 3-6        | C. D. Mensajero            | 2-1 | 1-5    |

### Partidos
| Ida; 25 de agosto de 1993 | C. D. Endesa As Pontes | 0-4 | Racing C. de Ferrol |  |  |

| Vuelta; 29 de agosto de 1993 | Racing C. de Ferrol | 0-0 (Global 4-0) | C. D. Endesa As Pontes |  |  |

| Ida; 25 de agosto de 1993 | Arosa S. C. | 4-1 | Pontevedra C. F. |  |  |

| Vuelta; 29 de agosto de 1993 | Pontevedra C. F. | 0-1 (Global 1-5) | Arosa S. C. |  |  |

| Ida; 25 de agosto de 1993 | C. D. Lugo | 2-1 | C. D. Orense |  |  |

| Vuelta; 29 de agosto de 1993 | C. D. Orense | 1-3 (Global 2-5) | C. D. Lugo |  |  |

| Ida; 25 de agosto de 1993 | C. D. Lealtad de Villaviciosa | 2-1 | Real Avilés Industrial |  |  |

| Vuelta; 29 de agosto de 1993 | Real Avilés Industrial | 2-0 (Global 3-2) | C. D. Lealtad de Villaviciosa |  |  |

| Ida; 25 de agosto de 1993 | U. M. Escobedo | 4-1 | C. D. Comillas |  |  |

| Vuelta; 29 de agosto de 1993 | C. D. Comillas | 2-1 (Global 3-5) | U. M. Escobedo |  |  |

| Ida; 25 de agosto de 1993 | S. D. Beasáin | 0-0 | S. D. Lemona |  |  |

| Vuelta; 29 de agosto de 1993 | S. D. Lemona | 1-0 (Global 1-0) | S. D. Beasáin |  |  |

| Ida; 25 de agosto de 1993 | Cultural D. Leonesa | 1-0 | C. F. Palencia |  |  |

| Vuelta; 29 de agosto de 1993 | C. F. Palencia | 1-2 (Global 1-3) | Cultural D. Leonesa |  |  |

| Ida; 25 de agosto de 1993 | Deportivo Alavés | 1-0 | Sestao S. C. |  |  |

| Vuelta; 29 de agosto de 1993 | Sestao S. C. | 0-0 (Global 0-1) | Deportivo Alavés |  |  |

| Ida; 25 de agosto de 1993 | F. C. Andorra | 2-1 | U. E. Figueres |  |  |

| Vuelta; 29 de agosto de 1993 | U. E. Figueres | 4-1 (Global 5-3) | F. C. Andorra |  |  |

| Ida; 25 de agosto de 1993 | C. D. San Roque | 1-2 | R. C. Recreativo de Huelva |  |  |

| Vuelta; 29 de agosto de 1993 | R. C. Recreativo de Huelva | 1-2 (Global 3-3) | C. D. San Roque |  |  |

| Ida; 25 de agosto de 1993 | C. D. Mairena | 1-2 | Écija Balompié |  |  |

| Vuelta; 29 de agosto de 1993 | Écija Balompié | 1-0 (Global 3-1) | C. D. Mairena |  |  |

| Ida; 25 de agosto de 1993 | Córdoba C. F. | 0-0 | Xerez C. D. |  |  |

| Vuelta; 29 de agosto de 1993 | Xerez C. D. | 0-2 (Global 0-2) | Córdoba C. F. |  |  |

| Ida; 25 de agosto de 1993 | C. D. Premiá | 1-2 | U. D. A. Gramanet |  |  |

| Vuelta; 29 de agosto de 1993 | U. D. A. Gramanet | 1-0 (Global 3-1) | C. D. Premiá |  |  |

| Ida; 25 de agosto de 1993 | Benidorm C. D. | 1-2 | Levante U. D. |  |  |

| Vuelta; 29 de agosto de 1993 | Levante U. D. | 1-0 (Global 3-1) | Benidorm C. D. |  |  |

| Ida; 25 de agosto de 1993 | C. D. Roldán | 0-4 | Yeclano C. F. |  |  |

| Vuelta; 29 de agosto de 1993 | Yeclano C. F. | 3-0 (Global 7-0) | C. D. Roldán |  |  |

| Ida; 25 de agosto de 1993 | A. D. Mar Menor | 2-1 | Caravaca C. F. |  |  |

| Vuelta; 29 de agosto de 1993 | Caravaca C. F. | 2-0 (Global 3-2) | A. D. Mar Menor |  |  |

| Ida; 25 de agosto de 1993 | C. Atlético Bembibre | 1-2 | S. D. Ponferradina |  |  |

| Vuelta; 29 de agosto de 1993 | S. D. Ponferradina | 0-0 (Global 2-1) | C. Atlético Bembibre |  |  |

| Ida; 25 de agosto de 1993 | Manzanares C. F. | 1-1 | Talavera C. F. |  |  |

| Vuelta; 29 de agosto de 1993 | Talavera C. F. | 2-0 (Global 3-1) | Manzanares C. F. |  |  |

| Ida; 25 de agosto de 1993 | Real Ávila C. F. | 0-1 | U. D. Salamanca |  |  |

| Vuelta; 29 de agosto de 1993 | U. D. Salamanca | 4-0 (Global 5-0) | Real Ávila C. F. |  |  |

| Ida; 26 de agosto de 1993 | Club Siero | 4-2 | U. P. Langreo |  |  |

| Vuelta; 30 de agosto de 1993 | U. P. Langreo | 5-1 (Global 7-5) | Club Siero |  |  |

| Ida; 26 de agosto de 1993 | U. D. Melilla | 1-3 | C. D. Mármol Macael |  |  |

| Vuelta; 29 de agosto de 1993 | C. D. Mármol Macael | 3-4 (Global 6-5) | U. D. Melilla |  |  |

| Ida; 26 de agosto de 1993 | C. D. Júpiter | 2-0 | U. E. Rubí |  |  |

| Vuelta; 29 de agosto de 1993 | U. E. Rubí | 4-1 (Global 4-3) | C. D. Júpiter |  |  |

| Ida; 26 de agosto de 1993 | Crevillente Deportivo | 0-1 | C. D. Alcoyano |  |  |

| Vuelta; 29 de agosto de 1993 | C. D. Alcoyano | 1-0 (Global 2-0) | Crevillente Deportivo |  |  |

| Ida; 26 de agosto de 1993 | C. D. Roquetas | 0-2 | C. P. Ejido |  |  |

| Vuelta; 29 de agosto de 1993 | C. P. Ejido | 3-0 (Global 5-0) | C. D. Roquetas |  |  |

| Ida; 26 de agosto de 1993 | Granada C. F. | 0-1 | Almería C. F. |  |  |

| Vuelta; 30 de agosto de 1993 | Almería C. F. | 0-0 (Global 1-0) | Granada C. F. |  |  |

| Ida; 27 de agosto de 1993 | C. D. Maspalomas | 0-7 | U. D. Las Palmas |  |  |

| Vuelta; 29 de agosto de 1993 | U. D. Las Palmas | 3-2 (Global 10-2) | C. D. Maspalomas |  |  |

| Ida; 25 de agosto de 1993 | U. D. Realejos | 2-1 | C. D. Mensajero |  |  |

| Vuelta; 29 de agosto de 1993 | C. D. Mensajero | 5-1 (Global 6-3) | U. D. Realejos |  |  |

## Tercera ronda

### Cuadro
| Equipo 1                        | Agr. | Equipo 2                  | Ida | Vuelta |
| ------------------------------- | ---- | ------------------------- | --- | ------ |
| Levante U. D.                   | 1-2  | Real Valladolid Deportivo | 0-0 | 1-2    |
| S. D. Ponferradina              | 1-6  | C. Atlético Osasuna       | 1-2 | 0-4    |
| Talavera C. F.                  | 5-2  | C. Atlético Marbella      | 3-1 | 2-1    |
| Getafe C. F.                    | 4-1  | Real Avilés Industrial    | 2-1 | 2-0    |
| C. D. Mármol Macael             | 3-6  | R. Racing C. de Santander | 2-2 | 1-4    |
| Cultural D. Leonesa             | 4-7  | R. Sporting de Gijón      | 3-2 | 1-5    |
| U. D. Salamanca                 | 4-1  | R. C. D. Mallorca         | 3-1 | 1-0    |
| S. D. Lemona                    | 1-3  | Almería C. F.             | 1-0 | 0-3    |
| C. D. Lugo                      | 1-2  | S. D. Compostela          | 1-0 | 0-2    |
| Écija Balompié                  | 2-4  | C. D. Castellón           | 1-1 | 1-3    |
| U. E. Rubí                      | 0-5  | C. P. Mérida              | 0-2 | 0-3    |
| C. D. Corralejo                 | 3-7  | A. D. Rayo Vallecano      | 3-3 | 0-4    |
| C. D. Mensajero                 | 2-3  | Real Betis Balompié       | 0-0 | 2-3    |
| C. D. Izarra                    | 2-8  | Real Zaragoza C. D.       | 2-1 | 0-7    |
| C. D. Alcoyano                  | 3-8  | C. D. Toledo              | 2-2 | 1-6    |
| C. D. Endesa Andorra            | 1-6  | C. D. Logroñés            | 0-3 | 1-3    |
| U. D. Las Palmas                | 3-4  | Athletic Club             | 2-2 | 1-2    |
| Córdoba C. F.                   | 3-5  | Hércules C. F.            | 1-2 | 2-3    |
| Racing C. de Ferrol             | 1-3  | Yeclano C. F.             | 0-1 | 1-2    |
| R. S. Gimnástica de Torrelavega | 1-5  | S. D. Eibar               | 1-4 | 0-1    |
| U. P. Langreo                   | 3-3  | Palamós C. F.             | 2-2 | 1-1    |
| Elche C. F.                     | 4-4  | Real Burgos C. F.         | 2-1 | 2-3    |
| U. D. A. Gramanet               | 1-2  | R. C. Celta de Vigo       | 1-0 | 0-2    |
| Deportivo Alavés                | 0-5  | Real Murcia C. F.         | 0-2 | 0-3    |
| C. P. Ejido                     | 4-2  | C. D. Leganés             | 2-1 | 2-1    |
| U. E. Figueres                  | 1-5  | Real Sociedad de F.       | 1-1 | 0-4    |
| U. M. Escobedo                  | 0-3  | U. E. Lleida              | 0-0 | 0-3    |
| Caravaca C. F.                  | 0-6  | R. C. D. Español          | 0-3 | 0-3    |
| Atlético Tomelloso              | 0-1  | Cádiz C. F.               | 0-0 | 0-1    |
| C. P. Cacereño                  | 2-4  | Sevilla F. C.             | 0-3 | 2-1    |
| S. C. R. Peña Deportiva         | 0-10 | C. D. Badajoz             | 0-3 | 0-7    |
| Arosa S. C.                     | 0-1  | Villarreal C. F.          | 0-1 | 0-0    |
| R. C. Recreativo de Huelva      | 1-6  | Real Oviedo               | 1-2 | 0-4    |

### Partidos
| Ida; 7 de septiembre de 1993 | Levante U. D. | 0-0 | Real Valladolid Deportivo |  |  |

| Vuelta; 22 de septiembre de 1993 | Real Valladolid Deportivo | 2-1 (Global 2-1) | Levante U. D. |  |  |

| Ida; 7 de septiembre de 1993 | S. D. Ponferradina | 1-2 | C. Atlético Osasuna |  |  |

| Vuelta; 14 de septiembre de 1993 | C. Atlético Osasuna | 4-0 (Global 6-1) | S. D. Ponferradina |  |  |

| Ida; 7 de septiembre de 1993 | Talavera C. F. | 3-1 | C. Atlético Marbella |  |  |

| Vuelta; 16 de septiembre de 1993 | C. Atlético Marbella | 1-2 (Global 2-5) | Talavera C. F. |  |  |

| Ida; 7 de septiembre de 1993 | Getafe C. F. | 2-1 | Real Avilés Industrial |  |  |

| Vuelta; 16 de septiembre de 1993 | Real Avilés Industrial | 0-2 (Global 1-4) | Getafe C. F. |  |  |

| Ida; 8 de septiembre de 1993 | C. D. Mármol Macael | 2-2 | R. Racing C. de Santander |  |  |

| Vuelta; 15 de septiembre de 1993 | R. Racing C. de Santander | 4-1 (Global 6-3) | C. D. Mármol Macael |  |  |

| Ida; 8 de septiembre de 1993 | Cultural D. Leonesa | 3-2 | R. Sporting de Gijón |  |  |

| Vuelta; 14 de septiembre de 1993 | R. Sporting de Gijón | 5-1 (Global 7-4) | Cultural D. Leonesa |  |  |

| Ida; 8 de septiembre de 1993 | U. D. Salamanca | 3-1 | R. C. D. Mallorca |  |  |

| Vuelta; 22 de septiembre de 1993 | R. C. D. Mallorca | 0-1 (Global 1-4) | U. D. Salamanca |  |  |

| Ida; 8 de septiembre de 1993 | S. D. Lemona | 1-0 | Almería C. F. |  |  |

| Vuelta; 22 de septiembre de 1993 | Almería C. F. | 3-0 (Global 3-1) | S. D. Lemona |  |  |

| Ida; 9 de septiembre de 1993 | C. D. Lugo | 1-0 | S. D. Compostela |  |  |

| Vuelta; 21 de septiembre de 1993 | S. D. Compostela | 2-0 (Global 2-1) | C. D. Lugo |  |  |

| Ida; 9 de septiembre de 1993 | Écija Balompié | 1-1 | C. D. Castellón |  |  |

| Vuelta; 15 de septiembre de 1993 | C. D. Castellón | 3-1 (Global 4-2) | Écija Balompié |  |  |

| Ida; 16 de septiembre de 1993 | U. E. Rubí | 0-2 | C. P. Mérida |  |  |

| Vuelta; 23 de septiembre de 1993 | C. P. Mérida | 3-0 (Global 5-0) | U. E. Rubí |  |  |

| Ida; 16 de septiembre de 1993 | C. D. Corralejo | 3-3 | A. D. Rayo Vallecano |  |  |

| Vuelta; 23 de septiembre de 1993 | A. D. Rayo Vallecano | 4-0 (Global 7-3) | C. D. Corralejo |  |  |

| Ida; 22 de septiembre de 1993 | C. D. Mensajero | 0-0 | Real Betis Balompié |  |  |

| Vuelta; 20 de octubre de 1993 | Real Betis Balompié | 3-2 (Global 3-2) | C. D. Mensajero |  |  |

| Ida; 29 de agosto de 1993 | C. D. Izarra | 2-1 | Real Zaragoza C. D. |  |  |

| Vuelta; 16 de septiembre de 1993 | Real Zaragoza C. D. | 7-0 (Global 8-2) | C. D. Izarra |  |  |

| Ida; 1 de septiembre de 1993 | C. D. Alcoyano | 2-2 | C. D. Toledo |  |  |

| Vuelta; 15 de septiembre de 1993 | C. D. Toledo | 6-1 (Global 8-3) | C. D. Alcoyano |  |  |

| Ida; 1 de septiembre de 1993 | C. D. Endesa Andorra | 0-3 | C. D. Logroñés |  |  |

| Vuelta; 15 de septiembre de 1993 | C. D. Logroñés | 3-1 (Global 6-1) | C. D. Endesa Andorra |  |  |

| Ida; 1 de septiembre de 1993 | U. D. Las Palmas | 2-2 | Athletic Club |  |  |

| Vuelta; 15 de septiembre de 1993 | Athletic Club | 2-1 (Global 4-3) | U. D. Las Palmas |  |  |

| Ida; 1 de septiembre de 1993 | Córdoba C. F. | 1-2 | Hércules C. F. |  |  |

| Vuelta; 16 de septiembre de 1993 | Hércules C. F. | 3-2 (Global 5-3) | Córdoba C. F. |  |  |

| Ida; 1 de septiembre de 1993 | Racing C. de Ferrol | 0-1 | Yeclano C. F. |  |  |

| Vuelta; 22 de septiembre de 1993 | Yeclano C. F. | 2-1 (Global 3-1) | Racing C. de Ferrol |  |  |

| Ida; 2 de septiembre de 1993 | R. S. Gimnástica de Torrelavega | 1-4 | S. D. Eibar |  |  |

| Vuelta; 16 de septiembre de 1993 | S. D. Eibar | 1-0 (Global 5-1) | R. S. Gimnástica de Torrelavega |  |  |

| Ida; 2 de septiembre de 1993 | U. P. Langreo | 2-2 | Palamós C. F. |  |  |

| Vuelta; 15 de septiembre de 1993 | Palamós C. F. | 1-1 (Global 3-3) | U. P. Langreo |  |  |

| Ida; 2 de septiembre de 1993 | Elche C. F. | 2-1 | Real Burgos C. F. |  |  |

| Vuelta; 16 de septiembre de 1993 | Real Burgos C. F. | 3-2 (Global 4-4) | Elche C. F. |  |  |

| Ida; 2 de septiembre de 1993 | U. D. A. Gramanet | 1-0 | R. C. Celta de Vigo |  |  |

| Vuelta; 16 de septiembre de 1993 | R. C. Celta de Vigo | 2-0 (Global 2-1) | U. D. A. Gramanet |  |  |

| Ida; 2 de septiembre de 1993 | Deportivo Alavés | 0-2 | Real Murcia C. F. |  |  |

| Vuelta; 16 de septiembre de 1993 | Real Murcia C. F. | 3-0 (Global 5-0) | Deportivo Alavés |  |  |

| Ida; 2 de septiembre de 1993 | C. P. Ejido | 2-1 | C. D. Leganés |  |  |

| Vuelta; 16 de septiembre de 1993 | C. D. Leganés | 1-2 (Global 2-4) | C. P. Ejido |  |  |

| Ida; 2 de septiembre de 1993 | U. E. Figueres | 1-1 | Real Sociedad de F. |  |  |

| Vuelta; 15 de septiembre de 1993 | Real Sociedad de F. | 4-0 (Global 5-1) | U. E. Figueres |  |  |

| Ida; 2 de septiembre de 1993 | U. M. Escobedo | 0-0 | U. E. Lleida |  |  |

| Vuelta; 15 de septiembre de 1993 | U. E. Lleida | 3-0 (Global 3-0) | U. M. Escobedo |  |  |

| Ida; 2 de septiembre de 1993 | Caravaca C. F. | 0-3 | R. C. D. Español |  |  |

| Vuelta; 16 de septiembre de 1993 | R. C. D. Español | 3-0 (Global 6-0) | Caravaca C. F. |  |  |

| Ida; 2 de septiembre de 1993 | Atlético Tomelloso | 0-0 | Cádiz C. F. |  |  |

| Vuelta; 16 de septiembre de 1993 | Cádiz C. F. | 1-0 (Global 1-0) | Atlético Tomelloso |  |  |

| Ida; 2 de septiembre de 1993 | C. P. Cacereño | 0-3 | Sevilla F. C. |  |  |

| Vuelta; 22 de septiembre de 1993 | Sevilla F. C. | 1-2 (Global 4-2) | C. P. Cacereño |  |  |

| Ida; 2 de septiembre de 1993 | S. C. R. Peña Deportiva | 0-3 | C. D. Badajoz |  |  |

| Vuelta; 16 de septiembre de 1993 | C. D. Badajoz | 7-0 (Global 10-0) | S. C. R. Peña Deportiva |  |  |

| Ida; 2 de septiembre de 1993 | Arosa S. C. | 0-1 | Villarreal C. F. |  |  |

| Vuelta; 16 de septiembre de 1993 | Villarreal C. F. | 0-0 (Global 1-0) | Arosa S. C. |  |  |

| Ida; 2 de septiembre de 1993 | R. C. Recreativo de Huelva | 1-2 | Real Oviedo |  |  |

| Vuelta; 14 de septiembre de 1993 | Real Oviedo | 4-0 (Global 6-1) | R. C. Recreativo de Huelva |  |  |

## Cuarta ronda

### Cuadro
| Equipo 1            | Agr. | Equipo 2                  | Ida | Vuelta |
| ------------------- | ---- | ------------------------- | --- | ------ |
| S. D. Compostela    | 2-6  | U. E. Lleida              | 1-2 | 1-4    |
| C. P. Mérida        | 2-1  | A. D. Rayo Vallecano      | 1-0 | 1-1    |
| Almería C. F.       | 1-7  | R. C. D. Español          | 0-2 | 1-5    |
| Cádiz C. F.         | 0-6  | Real Oviedo               | 0-2 | 0-4    |
| Athletic Club       | 1-3  | Real Zaragoza C. D.       | 0-2 | 1-1    |
| Talavera C. F.      | 4-3  | R. Racing C. de Santander | 2-0 | 2-3    |
| Palamós C. F.       | 0-1  | C. D. Toledo              | 0-0 | 0-1    |
| Elche C. F.         | 2-6  | Real Betis Balompié       | 2-1 | 0-5    |
| Real Murcia C. F.   | 1-6  | Real Valladolid Deportivo | 0-3 | 1-3    |
| Hércules C. F.      | 1-1  | Real Sociedad de F.       | 1-1 | 0-0    |
| R. C. Celta de Vigo | 5-4  | Albacete Balompié         | 4-0 | 1-4    |
| C. P. Ejido         | 4-4  | U. D. Salamanca           | 3-0 | 1-4    |
| Getafe C. F.        | 1-3  | C. D. Logroñés            | 0-1 | 1-2    |
| C. D. Castellón     | 2-3  | Sevilla F. C.             | 2-0 | 0-3    |

### Partidos
| Ida; 10 de octubre de 1993 | S. D. Compostela | 1-2 | U. E. Lleida |  |  |

| Vuelta; 2 de noviembre de 1993 | U. E. Lleida | 4-1 (Global 6-2) | S. D. Compostela |  |  |

| Ida; 12 de octubre de 1993 | C. P. Mérida | 1-0 | A. D. Rayo Vallecano |  |  |

| Vuelta; 14 de noviembre de 1993 | A. D. Rayo Vallecano | 1-1 (Global 1-2) | C. P. Mérida |  |  |

| Ida; 21 de octubre de 1993 | Almería C. F. | 0-2 | R. C. D. Español |  |  |

| Vuelta; 3 de noviembre de 1993 | R. C. D. Español | 5-1 (Global 7-1) | Almería C. F. |  |  |

| Ida; 27 de octubre de 1993 | Cádiz C. F. | 0-2 | Real Oviedo |  |  |

| Vuelta; 13 de noviembre de 1993 | Real Oviedo | 4-0 (Global 6-0) | Cádiz C. F. |  |  |

| Ida; 27 de octubre de 1993 | Athletic Club | 0-2 | Real Zaragoza C. D. |  |  |

| Vuelta; 4 de noviembre de 1993 | Real Zaragoza C. D. | 1-1 (Global 3-1) | Athletic Club |  |  |

| Ida; 27 de octubre de 1993 | Talavera C. F. | 2-0 | R. Racing C. de Santander |  |  |

| Vuelta; 3 de noviembre de 1993 | R. Racing C. de Santander | 3-2 (Global 3-4) | Talavera C. F. |  |  |

| Ida; 27 de octubre de 1993 | Palamós C. F. | 0-0 | C. D. Toledo |  |  |

| Vuelta; 3 de noviembre de 1993 | C. D. Toledo | 1-0 (Global 1-0) | Palamós C. F. |  |  |

| Ida; 27 de octubre de 1993 | Elche C. F. | 2-1 | Real Betis Balompié |  |  |

| Vuelta; 4 de noviembre de 1993 | Real Betis Balompié | 5-0 (Global 6-2) | Elche C. F. |  |  |

| Ida; 27 de octubre de 1993 | Real Murcia C. F. | 0-3 | Real Valladolid Deportivo |  |  |

| Vuelta; 14 de noviembre de 1993 | Real Valladolid Deportivo | 3-1 (Global 6-1) | Real Murcia C. F. |  |  |

| Ida; 27 de octubre de 1993 | Hércules C. F. | 1-1 | Real Sociedad de F. |  |  |

| Vuelta; 3 de noviembre de 1993 | Real Sociedad de F. | 0-0 (Global 1-1) | Hércules C. F. |  |  |

| Ida; 27 de octubre de 1993 | R. C. Celta de Vigo | 4-0 | Albacete Balompié |  |  |

| Vuelta; 4 de noviembre de 1993 | Albacete Balompié | 4-1 (Global 4-5) | R. C. Celta de Vigo |  |  |

| Ida; 27 de octubre de 1993 | C. P. Ejido | 3-0 | U. D. Salamanca |  |  |

| Vuelta; 4 de noviembre de 1993 | U. D. Salamanca | 4-1 (Global 4-4) | C. P. Ejido |  |  |

| Ida; 27 de octubre de 1993 | Getafe C. F. | 0-1 | C. D. Logroñés |  |  |

| Vuelta; 4 de noviembre de 1993 | C. D. Logroñés | 2-1 (Global 3-1) | Getafe C. F. |  |  |

| Ida; 16 de noviembre de 1993 | C. D. Castellón | 2-0 | Sevilla F. C. |  |  |

| Vuelta; 24 de noviembre de 1993 | Sevilla F. C. | 3-0 (Global 3-2) | C. D. Castellón |  |  |

## Quinta ronda

### Cuadro
| Equipo 1             | Agr. | Equipo 2                  | Ida | Vuelta |
| -------------------- | ---- | ------------------------- | --- | ------ |
| Real Zaragoza C. D.  | 2-1  | C. Atlético Osasuna       | 1-0 | 1-1    |
| C. D. Logroñés       | 3-1  | U. E. Lleida              | 3-1 | 0-0    |
| Yeclano C. F.        | 1-2  | C. D. Badajoz             | 1-0 | 0-2    |
| R. C. D. Español     | 3-2  | Villarreal C. F.          | 2-0 | 1-2    |
| Real Sociedad de F.  | 3-4  | Sevilla F. C.             | 3-3 | 0-1    |
| R. Sporting de Gijón | 3-2  | Real Valladolid Deportivo | 3-1 | 0-1    |
| C. D. Toledo         | 2-3  | Real Oviedo               | 1-1 | 1-2    |
| Talavera C. F.       | 1-2  | R. C. Celta de Vigo       | 1-2 | 0-0    |
| C. P. Mérida         | 1-0  | S. D. Eibar               | 0-0 | 1-0    |
| C. P. Ejido          | 2-5  | Real Betis Balompié       | 1-3 | 1-2    |

### Partidos
| Ida; 1 de diciembre de 1993 | Real Zaragoza C. D. | 1-0 | C. Atlético Osasuna |  |  |

| Vuelta; 15 de diciembre de 1993 | C. Atlético Osasuna | 1-1 (Global 1-2) | Real Zaragoza C. D. |  |  |

| Ida; 1 de diciembre de 1993 | C. D. Logroñés | 3-1 | U. E. Lleida |  |  |

| Vuelta; 15 de diciembre de 1993 | U. E. Lleida | 0-0 (Global 1-3) | C. D. Logroñés |  |  |

| Ida; 1 de diciembre de 1993 | Yeclano C. F. | 1-0 | C. D. Badajoz |  |  |

| Vuelta; 15 de diciembre de 1993 | C. D. Badajoz | 2-0 (Global 2-1) | Yeclano C. F. |  |  |

| Ida; 1 de diciembre de 1993 | R. C. D. Español | 2-0 | Villarreal C. F. |  |  |

| Vuelta; 15 de diciembre de 1993 | Villarreal C. F. | 2-1 (Global 2-3) | R. C. D. Español |  |  |

| Ida; 2 de diciembre de 1993 | Real Sociedad de F. | 3-3 | Sevilla F. C. |  |  |

| Vuelta; 14 de diciembre de 1993 | Sevilla F. C. | 1-0 (Global 4-3) | Real Sociedad de F. |  |  |

| Ida; 8 de diciembre de 1993 | R. Sporting de Gijón | 3-1 | Real Valladolid Deportivo |  |  |

| Vuelta; 22 de diciembre de 1993 | Real Valladolid Deportivo | 1-0 (Global 2-3) | R. Sporting de Gijón |  |  |

| Ida; 8 de diciembre de 1993 | C. D. Toledo | 1-1 | Real Oviedo |  |  |

| Vuelta; 15 de diciembre de 1993 | Real Oviedo | 2-1 (Global 3-2) | C. D. Toledo |  |  |

| Ida; 8 de diciembre de 1993 | Talavera C. F. | 1-2 | R. C. Celta de Vigo |  |  |

| Vuelta; 21 de diciembre de 1993 | R. C. Celta de Vigo | 0-0 (Global 2-1) | Talavera C. F. |  |  |

| Ida; 8 de diciembre de 1993 | C. P. Mérida | 0-0 | S. D. Eibar |  |  |

| Vuelta; 15 de diciembre de 1993 | S. D. Eibar | 0-1 (Global 0-1) | C. P. Mérida |  |  |

| Ida; 8 de diciembre de 1993 | C. P. Ejido | 1-3 | Real Betis Balompié |  |  |

| Vuelta; 14 de diciembre de 1993 | Real Betis Balompié | 2-1 (Global 5-2) | C. P. Ejido |  |  |

## Octavos de final

### Cuadro
| Equipo 1                     | Agr.       | Equipo 2              | Ida | Vuelta |
| ---------------------------- | ---------- | --------------------- | --- | ------ |
| C. D. Badajoz                | 1-3        | Real Zaragoza C. D.   | 1-0 | 0-3    |
| Real Betis Balompié          | 4-2        | C. P. Mérida          | 3-1 | 1-1    |
| R. C. Deportivo de La Coruña | 2-3        | Real Oviedo           | 1-3 | 1-0    |
| R. C. D. Español             | 2-3        | Sevilla F. C.         | 0-1 | 2-2    |
| C. D. Logroñés               | 1-1 (pen.) | R. C. Celta de Vigo   | 1-0 | 0-1    |
| Real Madrid C. F.            | 5-4        | C. Atlético de Madrid | 2-2 | 3-2    |
| R. Sporting de Gijón         | 1-4        | F. C. Barcelona       | 0-3 | 1-1    |
| C. D. Tenerife               | 5-4        | Valencia C. F.        | 3-1 | 2-3    |

### Partidos
| Ida; 6 de enero de 1994 | C. D. Badajoz | 1-0 | Real Zaragoza C. D. |  |  |

| Vuelta; 12 de enero de 1994 | Real Zaragoza C. D. | 3-0 (Global 3-1) | C. D. Badajoz |  |  |

| Ida; 6 de enero de 1994 | Real Betis Balompié | 3-1 | C. P. Mérida |  |  |

| Vuelta; 12 de enero de 1994 | C. P. Mérida | 1-1 (Global 2-4) | Real Betis Balompié |  |  |

| Ida; 5 de enero de 1994 | R. C. Deportivo de La Coruña | 1-3 | Real Oviedo |  |  |

| Vuelta; 12 de enero de 1994 | Real Oviedo | 0-1 (Global 3-2) | R. C. Deportivo de La Coruña |  |  |

| Ida; 5 de enero de 1994 | R. C. D. Español | 0-1 | Sevilla F. C. |  |  |

| Vuelta; 12 de enero de 1994 | Sevilla F. C. | 2-2 (Global 3-2) | R. C. D. Español |  |  |

| Ida; 5 de enero de 1994 | C. D. Logroñés | 1-0 | R. C. Celta de Vigo |  |  |

| Vuelta; 12 de enero de 1994 | R. C. Celta de Vigo | 1-0 (t. s.)(5-4 p.)(Global 1-1) | C. D. Logroñés |  |  |

| Ida; 4 de enero de 1994 | Real Madrid C. F. | 2-2 | C. Atlético de Madrid |  |  |

| Vuelta; 13 de enero de 1994 | C. Atlético de Madrid | 2-3 (Global 4-5) | Real Madrid C. F. |  |  |

| Ida; 4 de enero de 1994 | R. Sporting de Gijón | 0-3 | F. C. Barcelona |  |  |

| Vuelta; 12 de enero de 1994 | F. C. Barcelona | 1-1 (Global 4-1) | R. Sporting de Gijón |  |  |

| Ida; 5 de enero de 1994 | C. D. Tenerife | 3-1 | Valencia C. F. |  |  |

| Vuelta; 12 de enero de 1994 | Valencia C. F. | 3-2 (Global 4-5) | C. D. Tenerife |  |  |

## Cuartos de final

### Cuadro
| Equipo 1            | Agr. | Equipo 2            | Ida | Vuelta |
| ------------------- | ---- | ------------------- | --- | ------ |
| Real Betis Balompié | 1-0  | F. C. Barcelona     | 0-0 | 1-0    |
| Real Oviedo         | 1-5  | R. C. Celta de Vigo | 1-0 | 0-5    |
| C. D. Tenerife      | 5-1  | Real Madrid C. F.   | 2-1 | 3-0    |
| Real Zaragoza C. D. | 3-2  | Sevilla F. C.       | 2-1 | 1-1    |

### Partidos
| Ida; 26 de enero de 1994 | Real Betis Balompié | 0-0 | F. C. Barcelona |  |  |

| Vuelta; 3 de febrero de 1994 | F. C. Barcelona | 0-1 (Global 0-1) | Real Betis Balompié |  |  |

| Ida; 26 de enero de 1994 | Real Oviedo | 1-0 | R. C. Celta de Vigo |  |  |

| Vuelta; 2 de febrero de 1994 | R. C. Celta de Vigo | 5-0 (Global 5-1) | Real Oviedo |  |  |

| Ida; 25 de enero de 1994 | C. D. Tenerife | 2-1 | Real Madrid C. F. |  |  |

| Vuelta; 1 de febrero de 1994 | Real Madrid C. F. | 0-3 (Global 1-5) | C. D. Tenerife |  |  |

| Ida; 26 de enero de 1994 | Real Zaragoza C. D. | 2-1 | Sevilla F. C. |  |  |

| Vuelta; 2 de febrero de 1994 | Sevilla F. C. | 1-1 (Global 2-3) | Real Zaragoza C. D. |  |  |

## Semifinales

### Cuadro
| Equipo 1            | Agr. | Equipo 2            | Ida | Vuelta |
| ------------------- | ---- | ------------------- | --- | ------ |
| Real Betis Balompié | 1-4  | Real Zaragoza C. D. | 0-1 | 1-3    |
| R. C. Celta de Vigo | 5-2  | C. D. Tenerife      | 3-0 | 2-2    |

### Partidos
| Ida; 17 de febrero de 1994 | Real Betis Balompié | 0-1 | Real Zaragoza C. D. |  |  |

| Vuelta; 9 de marzo de 1994 | Real Zaragoza C. D. | 3-1 (Global 4-1) | Real Betis Balompié |  |  |

| Ida; 16 de febrero de 1994 | R. C. Celta de Vigo | 3-0 | C. D. Tenerife |  |  |

| Vuelta; 10 de marzo de 1994 | C. D. Tenerife | 2-2 (Global 2-5) | R. C. Celta de Vigo |  |  |

## Final
| 1     | Guardameta     | Santiago Cañizares   |     |
| 2     | Defensa        | Alejo Indias         |     |
| 3     | Defensa        | Jorge Otero          |     |
| 4     | Defensa        | Patxi Salinas        |     |
| 5     | Defensa        | Luis Fernando Dadíe  |     |
| 6     | Centrocampista | Vicente Álvarez      |     |
| 7     | Centrocampista | Milorad Ratkovic     | 59' |
| 8     | Centrocampista | Vicente Engonga      |     |
| 9     | Centrocampista | Stjepan Andrijasevic |     |
| 10    | Delantero      | Vladimir Gudelj      |     |
| 11    | Delantero      | Salva                | 95' |
| D. T. | D. T.          | Txetxu Rojo          |     |

| 1     | Guardameta     | Andoni Cedrún     |     |
| 15    | Defensa        | Alberto Belsué    |     |
| 6     | Defensa        | Xavi Aguado       |     |
| 3     | Defensa        | Jesús Solana      |     |
| 4     | Defensa        | Fernando Cáceres  |     |
| 5     | Centrocampista | José Aurelio Gay  |     |
| 8     | Centrocampista | Santiago Aragón   |     |
| 9     | Centrocampista | Nayim             |     |
| 11    | Centrocampista | Gustavo Poyet     | 72' |
| 10    | Delantero      | Francisco Higuera |     |
| 7     | Delantero      | Miguel Pardeza    | 90' |
| D. T. | D. T.          | Víctor Fernández  |     |

| 14 | Defensa   | Gil              | 59' |
| 15 | Delantero | Sebastian Losada | 95' |

| 15 | Centrocampista | Jesús García Sanjuán | 72' |
| 14 | Centrocampista | Darío Franco         | 90' |

| Acierto de penal · Acierto de penal · Acierto de penal · Acierto de penal · Fallo de penal | Stjepan Andrijasevic Vladimir Gudelj Luis Fernando Dadíe Sebastian Losada Alejo Indias | 1:1 2:2 3:3 4:4 4:5 |

| Acierto de penal · Acierto de penal · Acierto de penal · Acierto de penal · Acierto de penal | Fernando Cáceres Nayim Darío Franco José Aurelio Gay Francisco Higuera | 0:1 1:2 2:3 3:4 4:5 |

| 4' · 15' · 60' · 96' | Milorad Ratkovic Stjepan Andrijasevic Alejo Indias Jorge Otero |

| 45' | Santiago Aragón |

| 90' | Santiago Aragón |

| Principal | López Nieto |

| 1     | Guardameta     | Santiago Cañizares   |     |
| 2     | Defensa        | Alejo Indias         |     |
| 3     | Defensa        | Jorge Otero          |     |
| 4     | Defensa        | Patxi Salinas        |     |
| 5     | Defensa        | Luis Fernando Dadíe  |     |
| 6     | Centrocampista | Vicente Álvarez      |     |
| 7     | Centrocampista | Milorad Ratkovic     | 59' |
| 8     | Centrocampista | Vicente Engonga      |     |
| 9     | Centrocampista | Stjepan Andrijasevic |     |
| 10    | Delantero      | Vladimir Gudelj      |     |
| 11    | Delantero      | Salva                | 95' |
| D. T. | D. T.          | Txetxu Rojo          |     |

| 1     | Guardameta     | Andoni Cedrún     |     |
| 15    | Defensa        | Alberto Belsué    |     |
| 6     | Defensa        | Xavi Aguado       |     |
| 3     | Defensa        | Jesús Solana      |     |
| 4     | Defensa        | Fernando Cáceres  |     |
| 5     | Centrocampista | José Aurelio Gay  |     |
| 8     | Centrocampista | Santiago Aragón   |     |
| 9     | Centrocampista | Nayim             |     |
| 11    | Centrocampista | Gustavo Poyet     | 72' |
| 10    | Delantero      | Francisco Higuera |     |
| 7     | Delantero      | Miguel Pardeza    | 90' |
| D. T. | D. T.          | Víctor Fernández  |     |

| 14 | Defensa   | Gil              | 59' |
| 15 | Delantero | Sebastian Losada | 95' |

| 15 | Centrocampista | Jesús García Sanjuán | 72' |
| 14 | Centrocampista | Darío Franco         | 90' |

| Acierto de penal · Acierto de penal · Acierto de penal · Acierto de penal · Fallo de penal | Stjepan Andrijasevic Vladimir Gudelj Luis Fernando Dadíe Sebastian Losada Alejo Indias | 1:1 2:2 3:3 4:4 4:5 |

| Acierto de penal · Acierto de penal · Acierto de penal · Acierto de penal · Acierto de penal | Fernando Cáceres Nayim Darío Franco José Aurelio Gay Francisco Higuera | 0:1 1:2 2:3 3:4 4:5 |

| 4' · 15' · 60' · 96' | Milorad Ratkovic Stjepan Andrijasevic Alejo Indias Jorge Otero |

| 45' | Santiago Aragón |

| 90' | Santiago Aragón |

| Principal | López Nieto |

| 1     | Guardameta     | Santiago Cañizares   |     |
| 2     | Defensa        | Alejo Indias         |     |
| 3     | Defensa        | Jorge Otero          |     |
| 4     | Defensa        | Patxi Salinas        |     |
| 5     | Defensa        | Luis Fernando Dadíe  |     |
| 6     | Centrocampista | Vicente Álvarez      |     |
| 7     | Centrocampista | Milorad Ratkovic     | 59' |
| 8     | Centrocampista | Vicente Engonga      |     |
| 9     | Centrocampista | Stjepan Andrijasevic |     |
| 10    | Delantero      | Vladimir Gudelj      |     |
| 11    | Delantero      | Salva                | 95' |
| D. T. | D. T.          | Txetxu Rojo          |     |

| 1     | Guardameta     | Andoni Cedrún     |     |
| 15    | Defensa        | Alberto Belsué    |     |
| 6     | Defensa        | Xavi Aguado       |     |
| 3     | Defensa        | Jesús Solana      |     |
| 4     | Defensa        | Fernando Cáceres  |     |
| 5     | Centrocampista | José Aurelio Gay  |     |
| 8     | Centrocampista | Santiago Aragón   |     |
| 9     | Centrocampista | Nayim             |     |
| 11    | Centrocampista | Gustavo Poyet     | 72' |
| 10    | Delantero      | Francisco Higuera |     |
| 7     | Delantero      | Miguel Pardeza    | 90' |
| D. T. | D. T.          | Víctor Fernández  |     |

| 14 | Defensa   | Gil              | 59' |
| 15 | Delantero | Sebastian Losada | 95' |

| 15 | Centrocampista | Jesús García Sanjuán | 72' |
| 14 | Centrocampista | Darío Franco         | 90' |

| Acierto de penal · Acierto de penal · Acierto de penal · Acierto de penal · Fallo de penal | Stjepan Andrijasevic Vladimir Gudelj Luis Fernando Dadíe Sebastian Losada Alejo Indias | 1:1 2:2 3:3 4:4 4:5 |

| Acierto de penal · Acierto de penal · Acierto de penal · Acierto de penal · Acierto de penal | Fernando Cáceres Nayim Darío Franco José Aurelio Gay Francisco Higuera | 0:1 1:2 2:3 3:4 4:5 |

| 4' · 15' · 60' · 96' | Milorad Ratkovic Stjepan Andrijasevic Alejo Indias Jorge Otero |

| 45' | Santiago Aragón |

| 90' | Santiago Aragón |

| Principal | López Nieto |

| 1     | Guardameta     | Santiago Cañizares   |     |
| 2     | Defensa        | Alejo Indias         |     |
| 3     | Defensa        | Jorge Otero          |     |
| 4     | Defensa        | Patxi Salinas        |     |
| 5     | Defensa        | Luis Fernando Dadíe  |     |
| 6     | Centrocampista | Vicente Álvarez      |     |
| 7     | Centrocampista | Milorad Ratkovic     | 59' |
| 8     | Centrocampista | Vicente Engonga      |     |
| 9     | Centrocampista | Stjepan Andrijasevic |     |
| 10    | Delantero      | Vladimir Gudelj      |     |
| 11    | Delantero      | Salva                | 95' |
| D. T. | D. T.          | Txetxu Rojo          |     |

| 1     | Guardameta     | Andoni Cedrún     |     |
| 15    | Defensa        | Alberto Belsué    |     |
| 6     | Defensa        | Xavi Aguado       |     |
| 3     | Defensa        | Jesús Solana      |     |
| 4     | Defensa        | Fernando Cáceres  |     |
| 5     | Centrocampista | José Aurelio Gay  |     |
| 8     | Centrocampista | Santiago Aragón   |     |
| 9     | Centrocampista | Nayim             |     |
| 11    | Centrocampista | Gustavo Poyet     | 72' |
| 10    | Delantero      | Francisco Higuera |     |
| 7     | Delantero      | Miguel Pardeza    | 90' |
| D. T. | D. T.          | Víctor Fernández  |     |

| 14 | Defensa   | Gil              | 59' |
| 15 | Delantero | Sebastian Losada | 95' |

| 15 | Centrocampista | Jesús García Sanjuán | 72' |
| 14 | Centrocampista | Darío Franco         | 90' |

| Acierto de penal · Acierto de penal · Acierto de penal · Acierto de penal · Fallo de penal | Stjepan Andrijasevic Vladimir Gudelj Luis Fernando Dadíe Sebastian Losada Alejo Indias | 1:1 2:2 3:3 4:4 4:5 |

| Acierto de penal · Acierto de penal · Acierto de penal · Acierto de penal · Acierto de penal | Fernando Cáceres Nayim Darío Franco José Aurelio Gay Francisco Higuera | 0:1 1:2 2:3 3:4 4:5 |

| 4' · 15' · 60' · 96' | Milorad Ratkovic Stjepan Andrijasevic Alejo Indias Jorge Otero |

| 45' | Santiago Aragón |

| 90' | Santiago Aragón |

| Principal | López Nieto |

|               |
|               |
| Campeón       |
| Real Zaragoza |
| 4.º Título    |

| Predecesor: Copa del Rey 1992-93 | Copa del Rey 1993-94 | Sucesor: Copa del Rey 1994-95 |

- Datos: Q1130823